# Георгій Терзієв
Георгій Терзієв (болг. Георги Терзиев, нар. 18 квітня 1992, Сливен) — болгарський футболіст, захисник клубу «Лудогорець».
Виступав, зокрема, за клуби «Чорноморець» (Бургас) та «Лудогорець», а також національну збірну Болгарії.

## Клубна кар'єра
Вихованець клубу «Сливен-2000» зі свого рідного міста. Пізніше він переїхав до Бургас і вступив до складу молодіжної команди «Нафтекса». В основному складі Терзієв дебютував 8 березня 2008 року у віці 15 років і за сезон 2007/08 взяв участь у 9 матчах чемпіонату.
У 2009 році гравець уклав контракт з «Чорноморцем». Дебютував у складі команди 29 серпня того ж року в грі зі «Спортістом» (Своге) 3:0. Відіграв за команду з Бургаса наступні чотири сезони своєї ігрової кар'єри.
12 серпня 2013 року Терзієв перейшов у разградський «Лудогорець» за 500 тис. євро. 26 листопада 2014 року забив гол у ворота «Ліверпуля» на 88-й хвилині матчі групового етапу Ліги чемпіонів УЄФА 2014/2015, здобувши, тим самим, сенсаційну нічию для своєї команди (2:2).
15 лютого 2017 року Терзієв був відданий в оренду в хорватський клуб «Хайдук» (Спліт) до кінця сезону, по завершенні якого повернувся у «Лудогорець», де став основним гравцем. Станом на 23 січня 2021 року відіграв за команду з міста Разграда 113 матчів в національному чемпіонаті.

## Виступи за збірну
7 жовтня 2011 року дебютував в офіційних іграх у складі національної збірної Болгарії в товариському матчі зі збірної України (0:3).

## Титули і досягнення
- Чемпіон Болгарії (12):

«Лудогорець»: 2013–14, 2014–15, 2015–16, 2017–18, 2018–19, 2018–19, 2019–20, 2020–21, 2021–22, 2022–23, 2023–24, 2024–25
- Володар Кубка Болгарії (3):

«Лудогорець»: 2013–14, 2022–23, 2024–25
- Володар Суперкубка Болгарії (7):

«Лудогорець»: 2014, 2018, 2019, 2021, 2022, 2023, 2024